# Honky Tonk (1929)
Honky Tonk is een Amerikaanse muziekfilm uit 1929 onder regie van Lloyd Bacon. Destijds werd de film in Nederland uitgebracht onder de titel Mevrouw Leonards bedrijf. De film is wellicht zoekgeraakt.

## Verhaal
Sophie Leonard is de eigenaresse van een nachtclub. Op die manier financiert ze de opleiding van haar dochter Beth in Europa. Sophie wil haar liederlijke leven stilhouden voor haar dochter. Als Beth onverwachts terugkeert, ontdekt ze tot haar ontzetting wat het beroep is van haar moeder.

## Rolverdeling
| Acteur          | Personage            |
| --------------- | -------------------- |
| Sophie Tucker   | Sophie Leonard       |
| Lila Lee        | Beth                 |
| Wilbur Mack     | Stotterende bediende |
| Audrey Ferris   | Jean Gilmore         |
| Tom Keene       | Freddie Gilmore      |
| Mahlon Hamilton | Jim Blake            |
| John T. Murray  | Cafébaas             |

## Filmmuziek
- I'm Doing What I'm Doing for Love
- He's a Good Man to Have Around
- I'm Feathering a Nest
- I'm the Last of the Red Hot Mamas
- I Don't Want to Get Thin
- Some of These Days